# 脱炭酸酵素

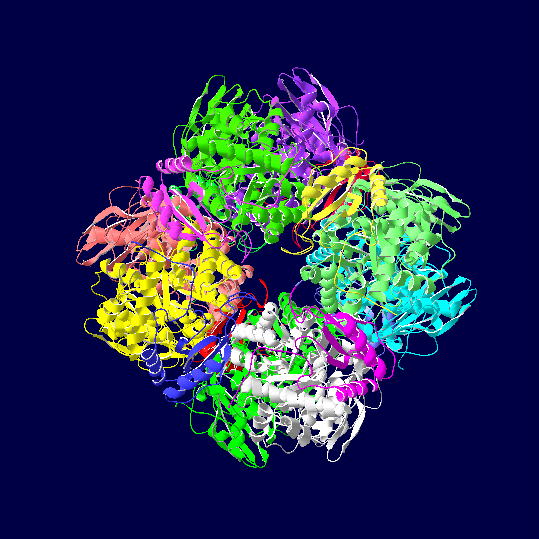
ホウレンソウRubisCOの立体構造（リボンモデル）

脱炭酸酵素(Carboxy-lyases)は、有機化合物にカルボキシル基を加えたり除いたりする炭素-炭素結合のリアーゼである。デカルボキシラーゼ(decarboxylases)とも言う。これらの酵素はアミノ酸、α及びβケト酸等の脱炭酸を触媒する。

## 分類と命名
脱炭酸酵素は、EC番号4.1.1に分類される。例えばピルビン酸の脱炭酸を触媒する酵素はピルビン酸デカルボキシラーゼ（ピルビン酸脱炭酸酵素）と呼ばれるように、通常、触媒する基質の名前を取って命名される。

## 例
- 環状L-アミノ酸デカルボキシラーゼ
- グルタミン酸デカルボキシラーゼ
- ヒスチジンデカルボキシラーゼ
- オルニチンデカルボキシラーゼ
- ホスホエノールピルビン酸デカルボキシラーゼ
- ピルビン酸デカルボキシラーゼ
- RuBisCO - 二酸化炭素を固定する唯一の脱炭酸酵素
- ウリジル酸デカルボキシラーゼ
- ウロポルフィリノーゲンIIIデカルボキシラーゼ